# Trocoide
En geometria, una  trocoide  és la corba plana que descriu un punt, vinculat a una circumferència generatriu, que roda sobre una línia recta directriu, tangencialment, sense lliscament. La paraula prové de l'arrel grega  trokos  (roda), un terme ideat pel matemàtic Roberval (1602 - 1675). En un revolt trocoide, el centre de la circumferència es desplaça paral·lelament a la recta directriu.

Una cicloide és un cas particular de trocoide.

Les equacions paramètriques de la trocoide, quan la recta directriu és l'eix X, són les següents: 
{\displaystyle x=a\theta -b\sin(\theta )\,}
{\displaystyle y=a-b\cos(\theta )\,}
on θ és la variable de l'angle que descriu la circumferència de radi  a , i la distància del centre al punt P és  b .
Depenent d'on es troba P respecte de la circumferència generatriu, es diu: 
- Cicloide escurçada, si P es troba dins de la circumferència generatriu, (b <a),
- Cicloide comú, si P pertany a la circumferència generatriu, (a = b),
- Cicloide allargada, si P està fora de la circumferència generatriu, (b> a).

## Exemples
Una trocoide escurçada pot ser descrita pel moviment del pedal d'una bicicleta (respecte de la carretera).
Les partícules d'aigua de les onades, descriuen un moviment trocoidal respecte del fons de mar.